# アンジェラの灰
『アンジェラの灰』（アンジェラのはい、Angela's Ashes）は、フランク・マコートによる回想録。1996年に出版されたのちピューリッツアー賞を受賞、ナショナル・ブック・アウォードにも選出された。

## 概要
フランク・マコート自身の子供時代の経験を語った作品。マコートはアイルランド系移民の子としてアメリカ合衆国に生まれたが、両親の経済的な困窮により、母国アイルランドに帰ることを決意し、1930年代、1940年代をアイルランドのリムリック市で過ごす。その当時の暮らしが骨太いタッチで描かれている。物語は、彼が結局アメリカに帰るための金を手にしたところで終わる。マコートは、これに続く時代の物語を『アンジェラの祈り』として書いている。

## 映画
1999年には、エミリー・ワトソン、ロバート・カーライル、マイケル・レッジ、そしてディボン・マレーという配役で映画化されている。監督はアラン・パーカー。

## 日本語版
- 『アンジェラの灰』（土屋政雄訳、新潮社、新潮クレスト・ブックス） 1998年
- 『アンジェラの祈り』（新潮社） 2003年